# Mamie Smith
Mamie Smith (Cincinnati, 26 de mayo de 1883 - Nueva York, 16 de septiembre de 1946), conocida como la «primera dama del blues», fue una cantante, bailarina, pianista y actriz norteamericana. Como cantante, se movió entre el jazz y el blues y entró en la historia como la primera mujer afrodescendiente que grabó un disco, en 1920.
Viajó en un espectáculo afroamericano hasta fijar su residencia en Nueva York en 1913. Allí trabajó como cantante de cabaret. Allí conoció al compositor Perry Bradford actuando en el musical "Made in Harlem" en 1918.
En 1920, OKeh Records planeó grabar un disco con la popular cantante Sophie Tucker con un par de canciones de Bradford. Tucker enfermó y no pudo realizar la sesión así que Bradford convenció a la discográfica a que Mamie Smith ocupara el puesto de Tucker. Smith grabó dos canciones ("That Thing Called Love" y "You Can't Keep A Good Man Down") el 14 de febrero de 1920 con la banda blanca del estudio. La buena actuación de Smith hizo que fuera invitada a realizar más canciones. El 10 de agosto de 1920, Smith grabó otra canción de Bradford "Crazy Blues" (que en 2005 fue elegida como pieza artística de preservación de la Biblioteca del Congreso de los Estados Unidos), "It's Right Here For You, If You Don't Get It" y 'Tain't No Fault of Mine". Esta fueron las primeras grabaciones de blues de una cantante afrodescendiente y el disco fue uno de los más vendidos del año. 
Después del éxito de Mamie Smith, las compañías discográficas se lanzaron a la grabación de cantantes negros. Y es que, aunque otros afroamericanos habían grabado anteriormente (como el caso de George W. Johnson a finales del siglo XIX), eran cantantes de color con un gran seguimiento de público blanco. Pero el éxito de Smith radicó en que las compañías empezaron a buscar otras cantantes negras de blues para empezar la época dorada de las cantantes de blues. Además, Smith abrió la puerta a que cantantes negros pudieran grabar en otro géneros que no estrictamente el blues. 
Mamie Smith continuó su serie de éxitos para Okeh en la década de los 20. Viajó por todo Estados Unidos y por Europa con su banda "Mamie Smith & Her Jazz Hounds" como parte de su "Mamie Smith's Struttin' Along Review". Fue llamada "La Reina del Blues", aunque poco después Bessie Smith fuese llamada "La emperatriz del Blues".
Mamie Smith apareció en la película sonora Jail House Blues 1929, retirándose inicialmente en 1931. Volvió en 1939 para aparecer en la película Paradise in Harlem, Mystery in Swing, Sunday Sinners (1940), Stolen Paradise, Murder on Lenox Avenue (1941), y Because I Love You (1943).
Al morir fue enterrada en el Parque conmemorativo de Federico Douglas, un cementerio exclusivo para afroamericanos, su tumba permaneció sin marcar hasta 2013.